# Charles Brady
Charles Eldon Brady Jr. (Pinehurst, 12 de agosto de 1951 – Orcas Island, 23 de julho de 2006) foi um astronauta dos Estados Unidos.
Formado em medicina pela Universidade Duke em 1975, e cumprindo residência médica no hospital da Universidade do Tennessee por três anos, Brady trabalhou em medicina esportiva e medicina residencial por sete anos, entrando para a marinha em 1986 e recebendo treinamento com cirurgião-aviador em Pensacola, na Flórida.
Com sua qualificação como piloto, serviu a bordo de porta-aviões e com a esquadrilha dos Blue Angels até o começo dos anos 1990, quando foi selecionado para o treinamento de astronauta da NASA.
Cumprindo o período de treinamento no Centro Espacial Lyndon B. Johnson, em Houston, ele foi qualificado como especialista de missão para futuras tripulações de ônibus espacial em 1993 e trabalhou em terra por três anos, incluindo a função de chefia de treinamento de astronautas para a futura Estação Espacial Internacional, na divisão de operações de missão.
Brady foi ao espaço em 20 de junho de 1996 como especialista de missão na tripulação da STS-78 Columbia, até então a mais longa missão de um ônibus espacial, com duração de dezesseis dias. A missão, de experiências no Spacelab, o laboratório pressurizado transportado no compartimento de carga da tal, incluiu estudos patrocinados por dez países diferentes, cinco agências espaciais e a tripulação teve a participação de astronautas da França, Canadá, Espanha e Itália.
As circunstâncias e detalhes de sua morte, em julho de 2006, não são conhecidas com clareza, mas de acordo com um investigador da polícia do Condado de San Juan, no estado de Washington, onde morava, teria sido causada por suicídio. Outras fontes, estabelecem uma morte causada apenas por uma longa enfermidade.